# Herbert
Herbert er et drengenavn, der stammer fra oldhøjtysk "Hariberaht", der betyder "lysende hær". Navnet er nu ret sjældent i Danmark, idet kun ca. 300 danskere bærer navnet. 
Navnet er mere udbredt i engelsk- og tysk-talende lande, og det bruges også undertiden som efternavn. Som engelsk fornavn forkortes det ofte til Herb eller Herbie.

## Kendte personer med navnet

### Fornavn
- Herb Alpert, amerikansk trompetist og orkesterleder.
- Herbert Blomstedt, svensk dirigent.
- Herbert Grönemeyer, tysk musiker.
- Herbie Hancock, amerikansk jazzmusiker.
- Herbert Hoover, amerikansk præsident.
- Herbert von Karajan, østrigsk dirigent.
- Herbert Lom, tjekkisk-engelsk skuespiller.
- Herbert Marcuse, tysk filosof.
- Herbert Pundik, dansk journalist og forfatter.
- Herbert Simon, amerikansk økonom.
- Herbert Spencer, engelsk filosof og politisk teoretiker.
- Herbert George Wells, engelsk forfatter.

### Efternavn
- Frank Herbert, amerikansk forfatter.
- Jørgen Herbert, dansk journalist.
- John Paul "Johnny" Herbert, racerkører

## Navnet anvendt i fiktion
- Herbert Schmidt er en figur fra Matador, som spilles af Paul Hüttel.
- Herbie er navnet på en VW Type 1 og titelfiguren i flere amerikanske film.
- Herb Powell er en bifigur i The Simpsons.